# ふらり。
『ふらり。』は、谷口ジローによる日本の漫画作品である。

## 概説
『モーニング』での連載は13年ぶりで、その理由は『イカル』連載時に生じた軋轢による。着想は『歩くひと』の「江戸版」だったが、物語にするのに苦労したと語っている。木版画風に描くことを意識し、川瀬巴水や吉田博の作品が参考にされたという。

## 初出
『モーニング』第30巻第7号（2011年1月29日（7）号）から同第30巻第24号（2011年5月5日（21）号）まで連載された。

## 単行本
フランス語のほか、スペイン語、イタリア語、中国語、朝鮮語、英語に翻訳されている。
日本語
連載最終回の掲載は2011年4月21日発売の『モーニング』第30巻第24号（2011年5月5日（21）号）で、単行本の発売はその翌日である同年4月22日であった。
- 『ふらり。』講談社〈KCデラックス〉、2011年4月22日。ISBN 978-4-06-372996-2。
- 『ふらり。』ふらり〈谷口ジローコレクション〉、2023年12月。ISBN 978-4-911190-00-5。

朝鮮語
- 『에도 산책』애니북스、2014年9月26日。ISBN 978-89-5919-669-2。
- 『에도 산책』문학동네、2023年6月30日。ISBN 978-89-546-9379-0。

## 関連書誌
- 野村麻里「原画に会いに とまった時間が動きだす」『東京人』第36巻第13号、都市出版、東京、2021年11月3日、ISSN 0912-0173、全国書誌番号:00057035。[11]
- 柴崎友香「『ふらり。』」『Brutus』第726号、マガジンハウス、東京、2012年3月1日、全国書誌番号:00033923、2023年12月16日閲覧。[12]

## 余聞
- 『ダ・ヴィンチ』第207号（2011年7月号）で、そのほか毎号新刊の中から編集部が1冊を選んで紹介する「今月の絶対はずさない！プラチナ本」に、本作が選ばれた[13][14]。

## 脚註